# Ždírec (okres Havlíčkův Brod)
Ždírec (německy Sehrlenz) je obec v okrese Havlíčkův Brod v Kraji Vysočina. Žije zde 137 obyvatel.
Ve vzdálenosti 6 km jihozápadně leží město Havlíčkův Brod, 9 km severně město Chotěboř, 19 km západně město Světlá nad Sázavou a 23 km východně město Žďár nad Sázavou.

## Historie
První písemná zmínka o obci pochází z roku 1350. Původně šlo o osadu obce Jilemník, od 30. dubna 1976 do 31. prosince 1992 byla součástí města Havlíčkův Brod, poté se Ždírec osamostatnil.
| Rok            | 1869 | 1880 | 1890 | 1900 | 1910 | 1921 | 1930 | 1950 | 1961 | 1970 | 1980 | 1991 | 2001 | 2006 | 2014 |
| Počet obyvatel | 139  | 121  | 137  | 145  | 158  | 159  | 142  | 118  | 114  | 113  | 132  | 129  | 139  | 143  | 143  |

## Galerie

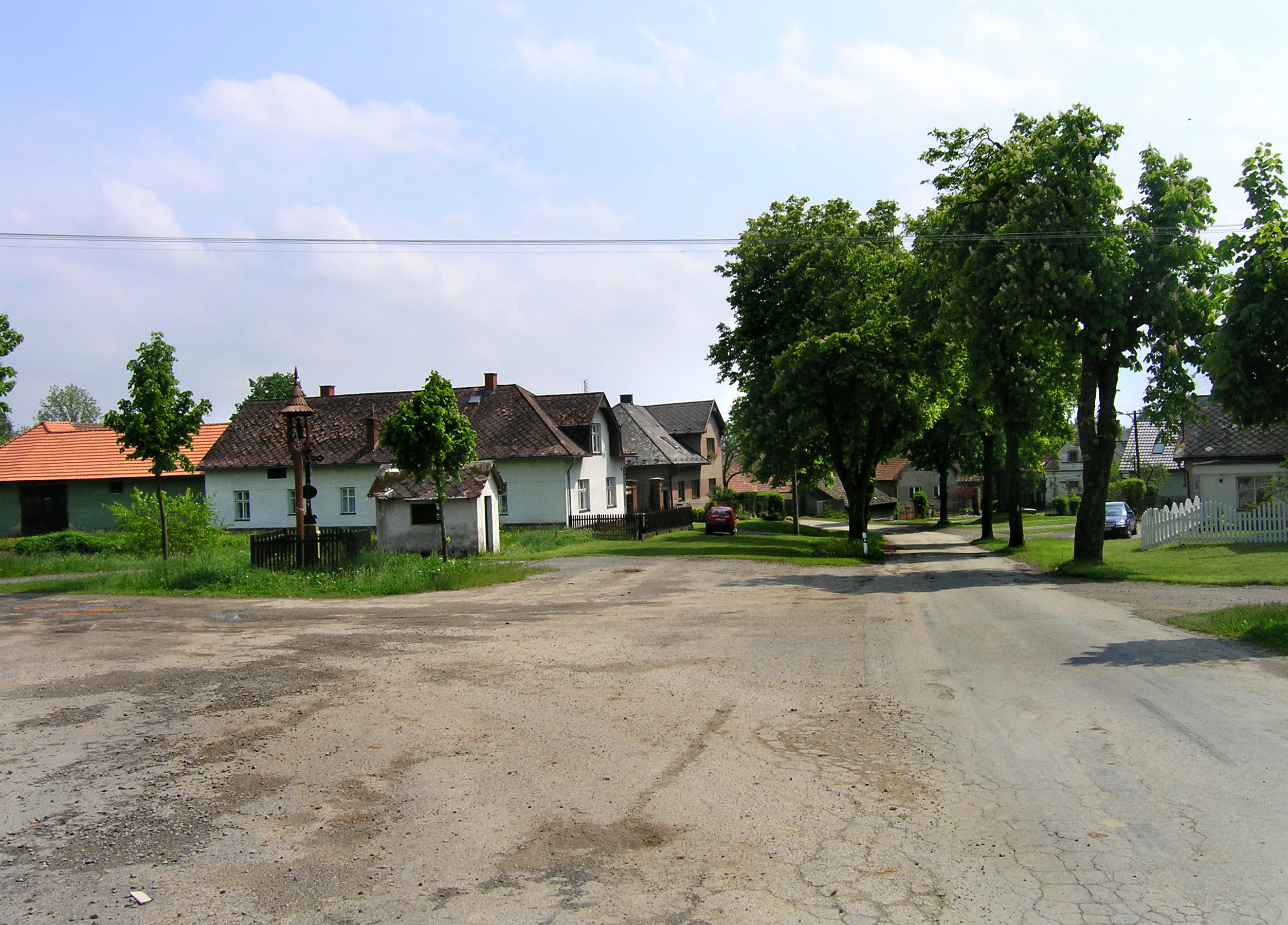
Náves
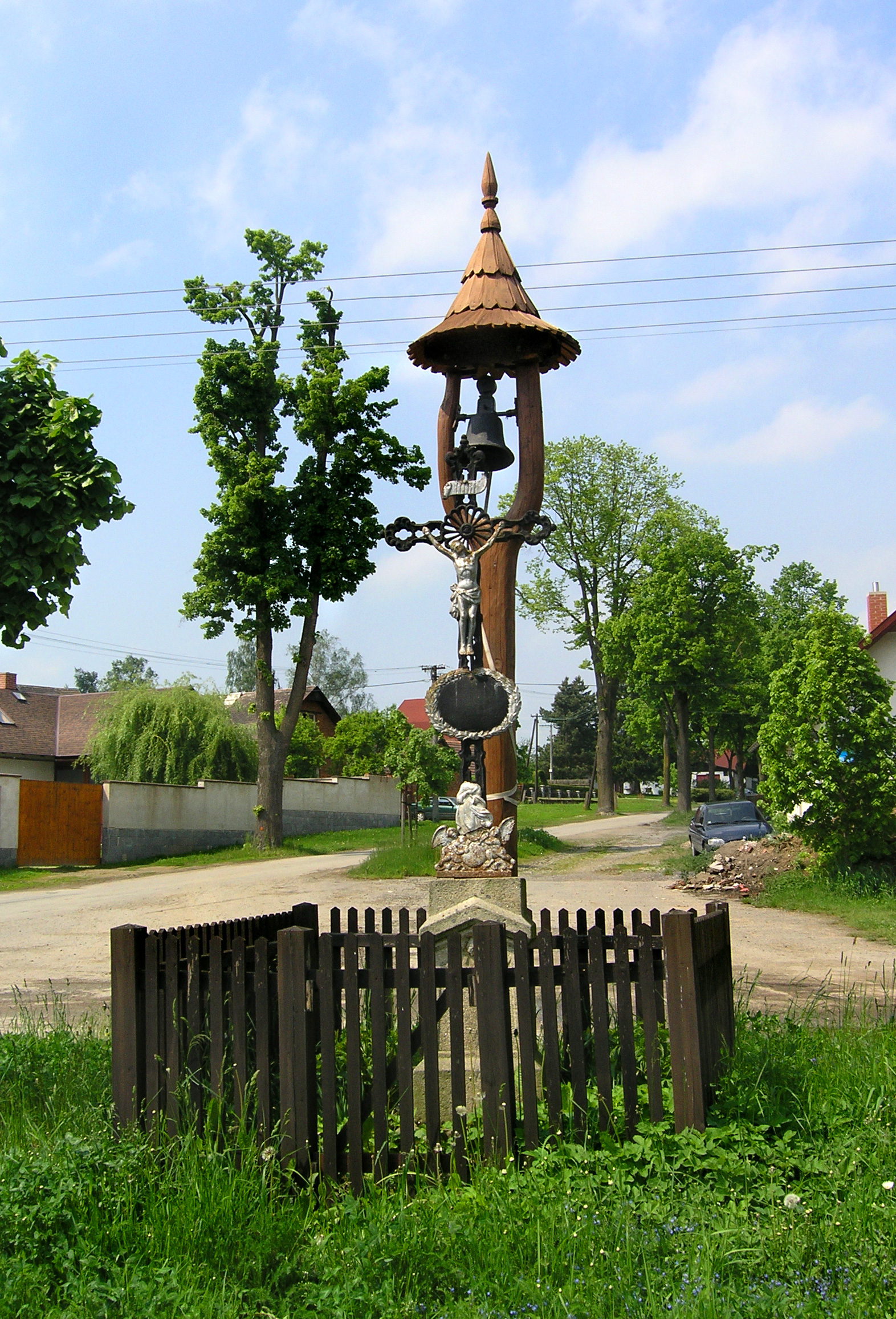
Zvonička na návsi
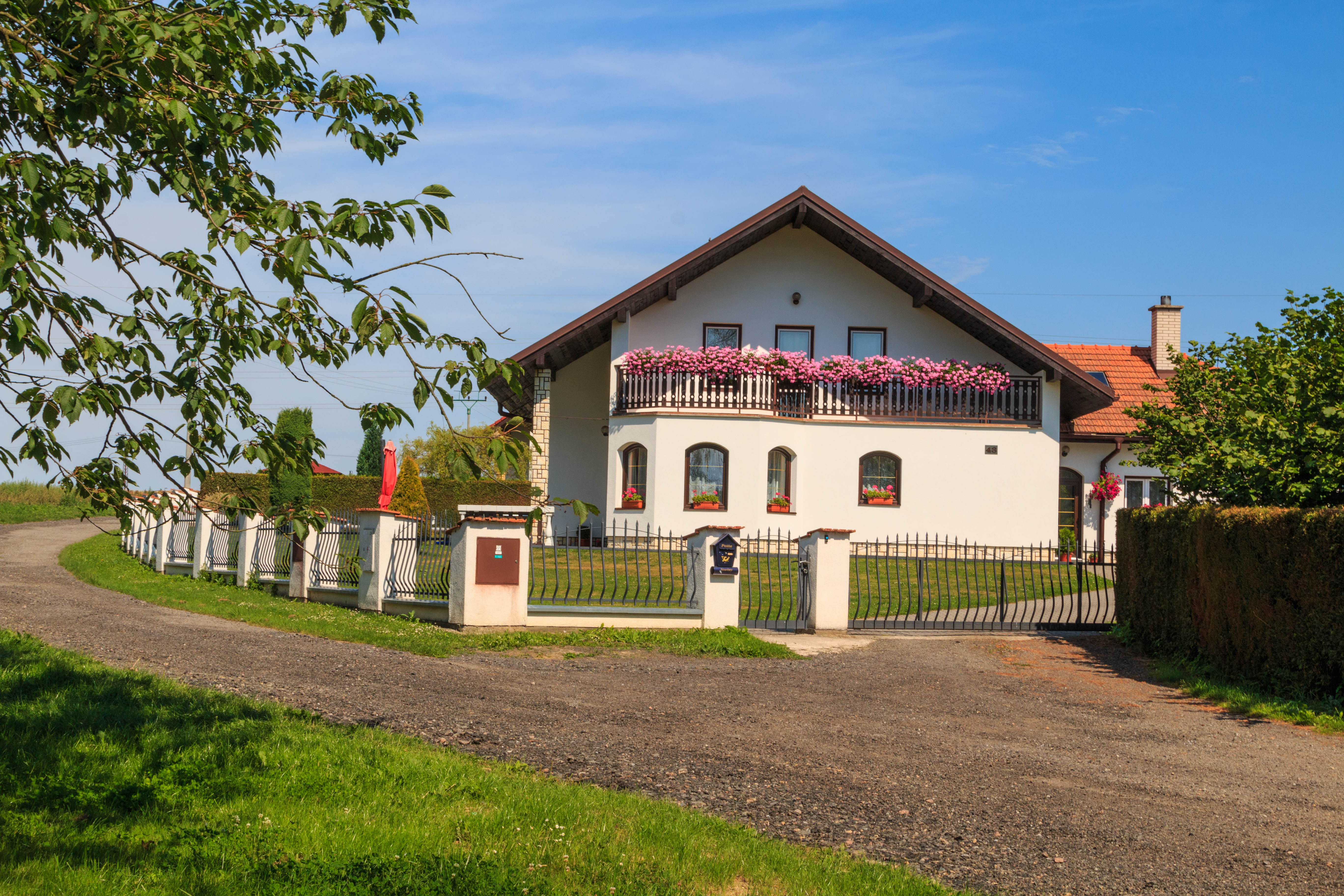
Čp. 48
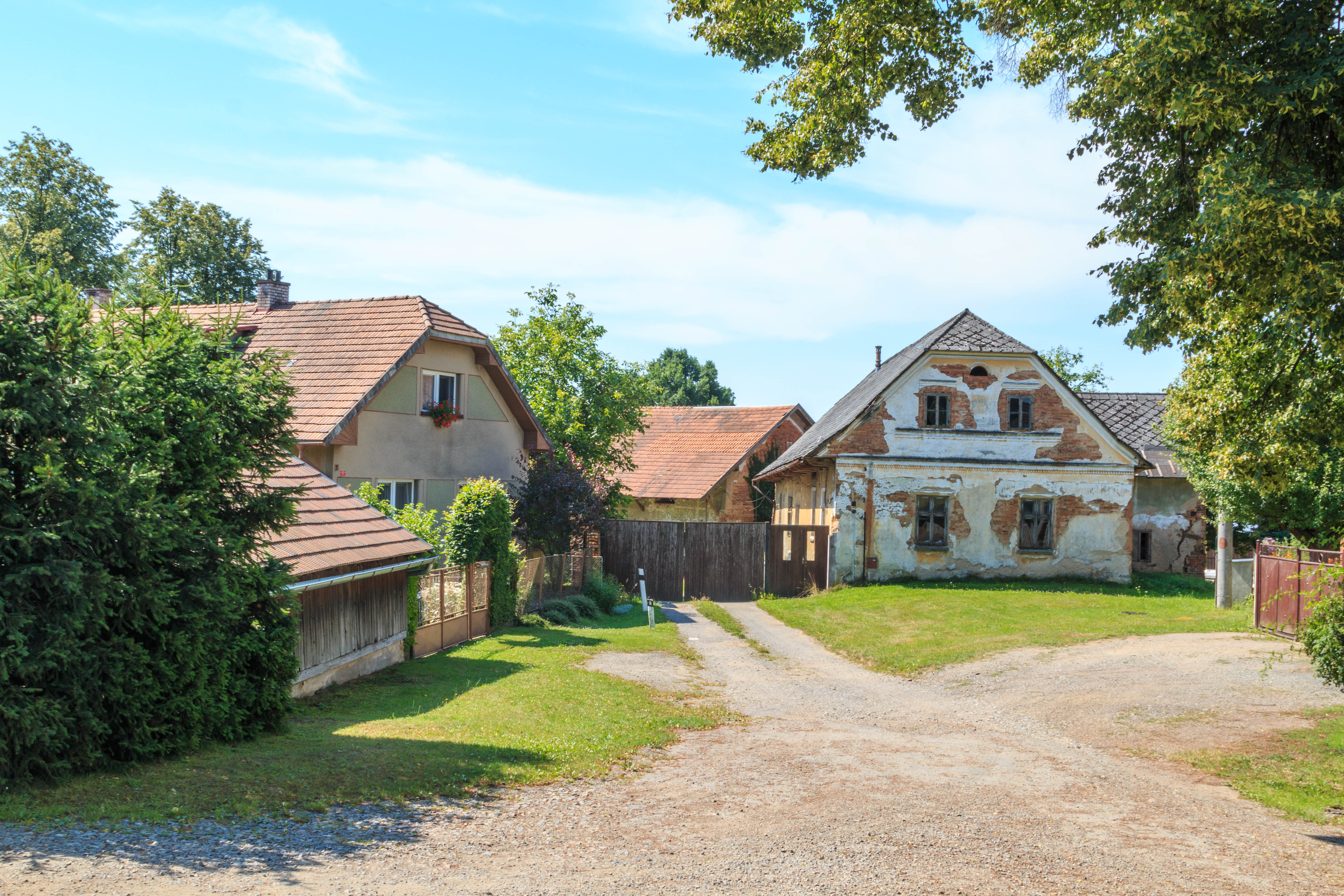
Čp. 8